# Madoire
Die Madoire ist ein Fluss in Frankreich, der im Département Deux-Sèvres in der Region Nouvelle-Aquitaine verläuft. Sie entspringt in der Nähe des Weilers Les Bruyères, im südöstlichen Gemeindegebiet von Bressuire, entwässert generell in nördlicher Richtung und mündet nach rund 24 Kilometern im Gemeindegebiet von Argentonnay als rechter Nebenfluss in den Argenton.

## Orte am Fluss
(Reihenfolge in Fließrichtung)
- La Madoire, Gemeinde Bressuire
- La Basse Métairie, Gemeinde Bressuire
- Noirlieu, Gemeinde Bressuire
- Sanzay, Gemeinde Argentonnay